# آرتيس

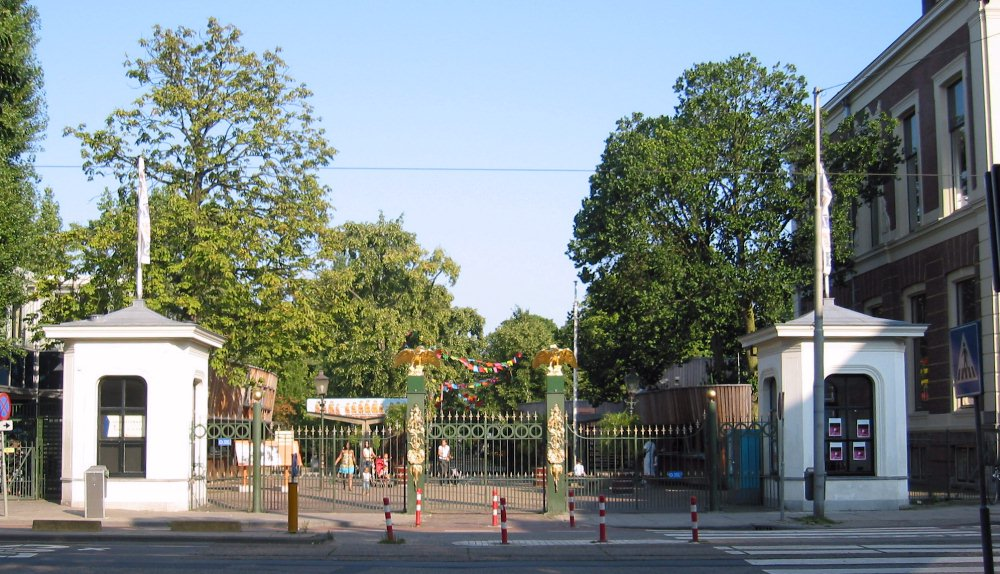
حديقة آرتيس

آرتيس هي أقدم حديقة حيوانات في هولندا تأسست عام 1838. وتمتاز هذه الحديقة بأن ممراتها وأشجارها ضخمة وتماثيلها الرائعة إلى جانب البنايات التاريخية، كل ذلك يعيد زائرها إلى أجواء القرن التاسع عشر. كما هناك أنواع من الزواحف ، الأسماك، الطيور ،الثدييات والحشرات . ويمكن للزائر التمتع في متحف Planetarium بالعديد من المعارض الصغيرة.

## وصلات خارجية
- حديقة حيوانات آرتيس
- صور فضائية (Google Maps)
- تحميل صور